# Tuensang
Tuensang ist eine Stadt im indischen Bundesstaat Nagaland. Die Stadt wurde 1947 zu Verwaltungszwecken gegründet.
Die Stadt ist Hauptort des Distrikts Tuensang. Tuensang hat den Status eines Town Committees.  Die Stadt ist in 15 Wards gegliedert. Sie hatte am Stichtag der Volkszählung 2011 36.774 Einwohner, von denen 19.471 Männer und 17.303 Frauen waren. Christen bilden mit einem Anteil von über 91 % die Mehrheit der Bevölkerung in der Stadt. Hindus bilden eine Minderheit von über 6 %. Die Alphabetisierungsrate lag 2011 bei 92,0 % und damit deutlich über dem nationalen Durchschnitt. 91,0 % gehören den Scheduled Tribes an.